# Perityle
Perityle je biljni rod iz porodice glavočika smješten u podtribus Peritylinae,  dio tribusa Perityleae. Pripada mu 11 vrsta od kojih dvije, po jedna na otocima Desventuradas i Revillagigedo, ostali na sjeverozapadu Meksika.

## Vrste
1. Perityle alamosana B.L.Turner
2. Perityle aurea Rose
3. Perityle brandegeeana Rose
4. Perityle californica Benth.
5. Perityle carterae (A.M.Powell) Lichter-Marck
6. Perityle crassifolia Brandegee
7. Perityle cuneata Brandegee
8. Perityle rosei Greenm.
9. Perityle socorrosensis Rose
10. Perityle tenuifolius (Phil.) Lichter-Marck
11. Perityle trichodonta S.F.Blake

## Sinonimi
- Lycapsus Phil.; Bot. Zeitung (Berlin) 28: 499. t. 8 (1870)
- Amauria Benth.; Bot. Voy. Sulph. 31 (1844)